# Цертелєв Микола Андрійович
Мико́ла Андрійович Церте́лєв (Церетелі; 1790, Хорол, Полтавська губернія, Російська імперія — 8 (20) вересня 1869, Моршанськ, Тамбовська губернія, Російська імперія) — фольклорист, етнограф і педагог, один із перших дослідників і видавців української народної поезії. За походженням із грузинського князівського роду. Його збірник «Опыт собрания старинных малороссийских песен» (Санкт-Петербург, 1819) поклав початок українській фольклористиці. Першим опублікував зразки дум, записаних на Полтавщині. Батько Д. М. Цертелєва.

## Біографія

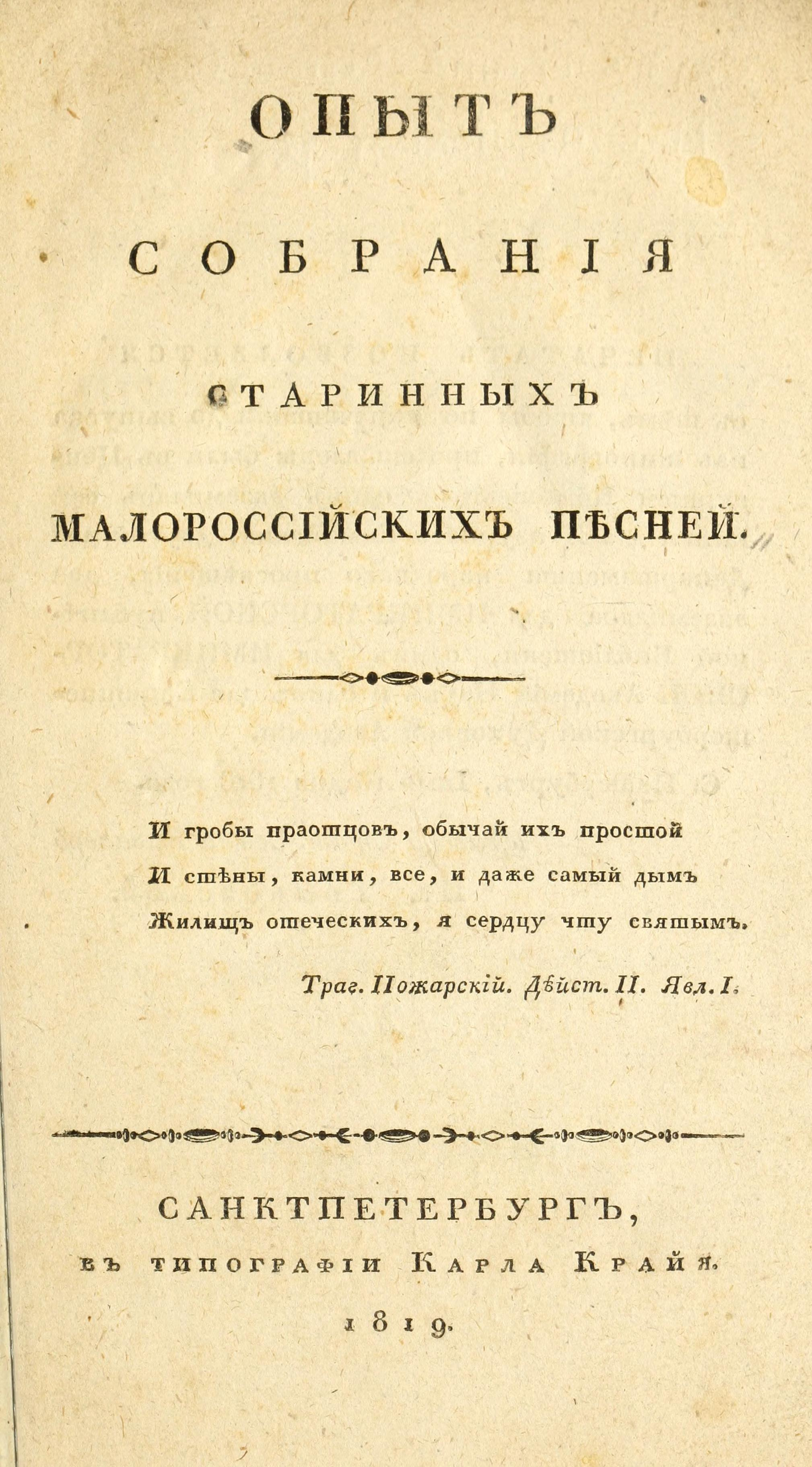
Цертелев Н. А. Опытъ собранія старинныхъ малороссійскихъ пѣсней. 1819

Народився у Хоролі (тепер Полтавська область) у родині грузинського князя. Попри грузинське походження і російське виховання став глибоким шанувальником культури українського народу.
Після отримання домашньої освіти служив у Чернігівському повітовому козацтві. В 1810 році вступив до Харківського університету, в 1814 став студентом етико-філологічного факультету Московського університету.
Після закінчення в 1819 році поступив на службу в Міністерство фінансів.
З 1823 був директором училищ Тамбовської, потім Полтавської губерній, з 1839 по 1859 — помічник куратора Харківського навчального округу. В цей період організовував у своєму будинку літературні вечори для харківських студентів і професури.
У 1861 р. вийшов у відставку. Автор ряду поетичних творів та робіт по літературознавству (книга «Опыт общих правил стихотворчества», видана в 1820 році, була удостоєна срібної медалі Російської Академії наук). Відомий фольклорист і етнограф. Збирав українські кобзарські пісні. Видав збірку рос. «Опыт собрания старинных малороссийских песней» (1819). Був активним членом Вільного Товариства любителів російської словесності, в останні роки життя — Московського товариства російської словесності.
У 1830-х роках Цертелєв фактично відійшов від літературно-наукової діяльності.
У передмові до збірки рос. «Опыт собрания старинных малороссийских песен» зазначав, що українську народну пісню ставить вище найталановитіших романів і поем, оскільки ці пісні демонструють геній і дух народу. Вивчав звичаї українського народу, наголошуючи, що українці завжди відзначались чистотою моралі. Брав участь у роботі громадської організації Вільного товариства аматорів російської словесності. Займався теоретичними проблемами фольклору: вивчав жанрову специфіку, класифікацію фольклорних видів. Засуджував підробки під фольклорно-етнографічні твори, що мали місце в добу романтизму у 1820-40 роках. Вивчав «Слово о полку Ігоревім».
У 1830-х почав працювати інспектором Полтавського інституту шляхетних дівчат, помічником попечителя Харківського навчального округу. Підтримував особисті контакти з українськими діячами першої половини 19 ст., зокрема з Т. Шевченком. В листі до Цертелєва від 23 жовтня 1844 року Тарас Шевченко просив його сприяти у поширенні на Харківщині «Живописной старины». Припускається, що Цертелєв сприяв цьому.

## Твори
- Опыт собрания старинных малоросийских песней (1819) (рос.)
- Опыт общих правил стихотворчества (1820) (рос.)
- О народных малороссийских стихотворениях (1825) (рос.)